# Portugiesische Fußballnationalmannschaft (U-20-Männer)
Die portugiesische U-20-Fußballnationalmannschaft ist eine Auswahlmannschaft portugiesischer Fußballspieler. Sie gehört zur Federação Portuguesa de Futebol und repräsentiert sie auf der U-20-Ebene in Freundschaftsspielen wie beispielsweise beim Turnier von Toulon, aber auch bei der Weltmeisterschaft des Weltverbandes FIFA. Spielberechtigt sind Spieler, die ihr 20. Lebensjahr noch nicht vollendet haben und die portugiesische Staatsangehörigkeit besitzen. Bei Turnieren ist das Alter beim ersten Qualifikationsspiel maßgeblich.

## Teilnahme bei U-20-Weltmeisterschaften
| 1977 in Tunesien                            | nicht qualifiziert |
| 1979 in Japan                               | Viertelfinale      |
| 1981 in Australien                          | nicht qualifiziert |
| 1983 in Mexiko                              | nicht qualifiziert |
| 1985 in der Sowjetunion                     | nicht qualifiziert |
| 1987 in Chile                               | nicht qualifiziert |
| 1989 in Saudi-Arabien                       | Weltmeister        |
| 1991 in Portugal                            | Weltmeister        |
| 1993 in Australien                          | Gruppenphase       |
| 1995 in Katar                               | 3. Platz           |
| 1997 in Malaysia                            | nicht qualifiziert |
| 1999 in Nigeria                             | Achtelfinale       |
| 2001 in Argentinien                         | nicht qualifiziert |
| 2003 in den Vereinigten Arabischen Emiraten | nicht qualifiziert |
| 2005 in den Niederlanden                    | nicht qualifiziert |
| 2007 in Kanada                              | Achtelfinale       |
| 2009 in Ägypten                             | nicht qualifiziert |
| 2011 in Kolumbien                           | Finale             |
| 2013 in der Türkei                          | Achtelfinale       |
| 2015 in Neuseeland                          | Viertelfinale      |
| 2017 in Südkorea                            | Viertelfinale      |
| 2019 in Polen                               | Gruppenphase       |

## Rekordspieler
| # | Name            | Spiele | Tore | erstes Spiel  | letztes Spiel |
| - | --------------- | ------ | ---- | ------------- | ------------- |
| 1 | Tiago Ferreira  | 28     | 2    | 13. Juli 2011 | 3. Juli 2013  |
| 2 | Paulo Costa     | 20     | 5    | 10. Sep. 1998 | 3. Juni 2000  |
| 2 | Sérgio Oliveira | 20     | 3    | 7. Okt. 2010  | 18. Apr. 2012 |
| 4 | Nélson Oliveira | 19     | 8    | 7. Okt. 2010  | 20. Aug. 2011 |
| 4 | Danilo Pereira  | 19     | 3    | 7. Okt. 2010  | 20. Aug. 2011 |
| 4 | Pelé            | 19     | 1    | 7. Okt. 2010  | 20. Aug. 2011 |
| 4 | Ricardo Esteves | 19     | 0    | 10. Sep. 1998 | 3. Juni 2000  |
| 4 | Nuno Reis       | 19     | 0    | 7. Okt. 2010  | 20. Aug. 2011 |
| 9 | Aladje          | 18     | 9    | 16. Aug. 2012 | 3. Juli 2013  |
| 9 | João Pinto      | 18     | 3    | 17. Feb. 1989 | 30. Juni 1991 |
| 9 | Tozé            | 18     | 2    | 16. Aug. 2012 | 27. Juni 2013 |
| 9 | Cédric Soares   | 18     | 0    | 7. Okt. 2010  | 20. Aug. 2011 |
| 9 | Florentino      | 18     | 0    | 25. Jan. 2017 | 31. Mai 2019  |

- Fett gedruckte Namen können noch in die U-20 Nationalmannschaft berufen werden

### Rekordtorschützen
| #  | Name            | Tore | Spiele | Quote | erstes Spiel  | letztes Spiel |
| -- | --------------- | ---- | ------ | ----- | ------------- | ------------- |
| 1  | Nuno Gomes      | 9    | 13     | 0.69  | 23. Jan. 1995 | 1. Juni 1996  |
| 2  | Luís Lourenço   | 9    | 17     | 0.53  | 27. Feb. 2001 | 19. Juni 2003 |
| 3  | Aladje          | 9    | 18     | 0.50  | 16. Aug. 2012 | 3. Juli 2013  |
| 4  | André Silva     | 8    | 10     | 0.80  | 2014          | 14. Juni 2015 |
| 5  | Nélson Oliveira | 8    | 19     | 0.42  | 7. Okt. 2010  | 20. Aug. 2011 |
| 6  | Pedro Correia   | 7    | 12     | 0.58  | 6. Sep. 2018  | 31. Mai 2019  |
| 7  | Bruma           | 6    | 6      | 1.00  | März 2013     | 3. Juli 2013  |
| 8  | Carlitos        | 6    | 11     | 0.55  | 27. Mai 1997  | 19. Mai 1998  |
| 9  | Paulo Torres    | 6    | 12     | 0.50  |               | 30. Juni 1991 |
| 10 | Bruno Gama      | 6    | 14     | 0.43  | 5. Okt. 2006  | 8. Juli 2007  |

- Fett gedruckte Namen können noch in die U-20 Nationalmannschaft berufen werden

## Ehemalige Spieler (Auswahl)
- Vítor Baía
- Nuno Capucho
- Sérgio Conceição
- Jorge Costa
- Rui Costa
- Fernando Couto
- Dimas
- Domingos
- Luís Figo
- João Moutinho
- João Pinto
- Sá Pinto
- Ricardo Quaresma
- Cristiano Ronaldo
- Carlos Secretário
- Simão
- Paulo Sousa
- Miguel Veloso
- Abel Xavier
- Bebé